# Miao’ertan (köpinghuvudort i Kina, Hunan Sheng, lat 28,95, long 109,47)
Miao'ertan (kinesiska: 苗儿滩, 苗儿滩镇) är en köpinghuvudort i Kina. Den ligger i provinsen Hunan, i den södra delen av landet, omkring 350 kilometer väster om provinshuvudstaden Changsha. Antalet invånare är 15 378. Befolkningen består av 7 648 kvinnor och 7 730 män. Barn under 15 år utgör 19,0 %, vuxna 15-64 år 67 %, och äldre över 65 år 12,0 %.
Runt Miao'ertan är det ganska tätbefolkat, med 139 invånare per kvadratkilometer. Miao'ertan är det största samhället i trakten. I omgivningarna runt Miao'ertan växer huvudsakligen savannskog.
Genomsnittlig årsnederbörd är 1 790 millimeter. Den regnigaste månaden är maj, med i genomsnitt 312 mm nederbörd, och den torraste är december, med 28 mm nederbörd.